# Museo de la Paz Imphal
El Museo de la Paz Imphal (en manipuri: Imphal Aying-Achik Pukei Lankei Shanglen, en japonés: インパール平和資料館, romanizado: Inpāru heiwa shiryōkan) es un museo de la Segunda Guerra Mundial a las faldas de Red Hills (Maibam Lokpa Ching) en Manipur, India. Es un recuerdo vivo de la Batalla de Imphal (guerra anglo-japonesa) y otras batallas de la Segunda Guerra Mundial (marzo-julio de 1944) libradas en Manipur. Cuenta con el apoyo de la Fundación Nippon (TNF) sin fines de lucro, en colaboración con el Foro de Turismo de Manipur y el Gobierno de Manipur. En particular, en una encuesta realizada por el Museo Nacional del Ejército Británico, la Batalla de Imphal y Kohima fueron calificadas como "Las batallas más grandes de Gran Bretaña".
El Museo de la Paz Imphal es el ganador del Premio al Mejor Diseño de la India en el año 2019. Una de las principales atracciones del museo es la exhibición de la caligrafía japonesa de la palabra "平和" ("Heiwa") (en inglés: Peace) por Shinzo Abe, el primer ministro de Japón.

## Historia
El museo fue fundado en el año 2019 en el 75.° aniversario de la Batalla de Imphal. Antiguos adversarios británicos y japoneses estuvieron presentes en el acto inaugural del museo. Dominic Asquith, el Alto comisionado británico en India, y Kenji Hiramatsu, embajador japonés en India, asistieron a la inauguración del museo.
Los diseños de interiores y exposiciones del Museo de la Paz son considerados como uno de los mejores trabajos realizados por el galardonado diseñador internacional Suresh Huidrom. En 2019, el Museo de la Paz de Imphal ganó el Premio al Mejor Diseño de la India por la creatividad y el diseño interior innovador. En 2021, el museo representó a India en los Muse Design Awards 2021, en la ciudad de Nueva York. En el evento, el museo obtuvo el puesto de plata en el campo de diseño de interiores y arquitectura. En el mismo año, el museo fue nominado finalista en la SBID International Design Awards 2021 al Mejor Diseño de Interiores. También obtuvo una mención honorífica en el Singapore Interior Design Award 2021.

## Exposiciones
El Museo de la Paz Imphal tiene tres secciones.

### Primera sección
La primera sección exhibe una línea de tiempo de la Batalla de Imphal. También se muestran los nombres de las bajas en la guerra. También se incluyen los nombres de las personas de Manipur que se unieron al Ejército Nacional Indio (INA). Los artefactos de guerra que se exhiben incluyen proyectiles de artillería recolectados por la población local. También se muestran fotografías de notas personales y el uniforme de un soldado japonés.

### Segunda sección
La segunda sección muestra los escenarios posteriores a la Segunda Guerra Mundial en Manipur. Destaca el impacto de la guerra y el proceso de recuperación. También se muestran los primeros televisores, fotografías y cámaras.

### Tercera sección
La tercera sección muestra el arte y la cultura de Manipur. Estos se muestran en forma de fotografías, formato audiovisual y modelos fijos.

## Reconocimientos
| Premios                                                         | Categoría                                  | Resultados         |
| --------------------------------------------------------------- | ------------------------------------------ | ------------------ |
| India's Best Design Award 2019                                  | Creatividad y diseño interior innovador    | Ganador            |
| Muse Design Awards 2021, New York                               | Diseño Interior, Pabellones y Exhibiciones | Ganador            |
| Society of British Interior Design and International Award 2021 | Mejor Diseño Interior de Espacio Público   | Nominado           |
| Singapore Interior Design Award 2021                            | Mejor en Diseño de Exhibición - Permanente | Mención Honorífica |